# فيصل يوسف المرزوق
فيصل يوسف المرزوق ، (1940 - 30 مايو 2018) هو إعلامي كويتي رئيس تحرير جريدة الأنباء الأسبق، وأحد الرموز الإعلامية والصحفية والاقتصادية الكويتية.

## حياته التعليمية
خريج جامعة هارتفورد ولاية كونكيتت الاميركية 1967 وحاصل على جائزة الخريج المتميز عام 1980 من الجامعة نفسها.

## حياته المهنية
شغل مناصب قيادية عدة من بينها:
- رئيس تحرير جريدة الأنباء.
- رئيس مجلس إدارة بنك البحرين الدولي.
- أسندت اليه مهمة رئاسة مجلس إدارة شركة الاستثمارات الوطنية (1992 – 1998).
- كان عضواً في غرفة التجارة والصناعة، وعضواً في مجلس إدارة البنك التجاري.
- مدير عام شركة عقارات الكويت.
- رئيس مجلس إدارة الشركة الكويتية لبناء وإصلاح السفن.

## وصلات خارجية
- (جريدة القبس):فيصل المرزوق في ذمة الله